# Hoita
Genre
Hoita est un genre de plantes à fleurs dicotylédones de la famille des Fabaceae, sous-famille des Faboideae, originaire d'Amérique du Nord, qui comprend deux espèces acceptées.

## Liste d'espèces
Selon The Plant List (13 octobre 2018) :
- Hoita macrostachya (DC.) Rydb.
- Hoita orbicularis (Lindl.) Rydb.